# 厲天閏
厲 天閏（れい てんじゅん）は中国の小説で四大奇書の一つである『水滸伝』の登場人物。
第114、115回に登場する、方臘配下の将帥。役職は鎮国大将軍元帥で、方臘の大太子であり南安王・方天定の統治する杭州を守備する四大将軍の一人。杭州に進撃して来る宋軍を、七名の副将とともに独松関で迎え撃つ。独松関は関のほとりに高さ数十丈にも及ぶ大木がそびえ、その下一面に松の木が生えていることからその名がついている。山上に位置する関で両側に高い山がそびえ、その中央にまっすぐな道があるだけの天険の要害。梁山泊軍到来の前にも、たびたびの宋軍の攻撃を防いでいる。

## 生涯
厲天閏が初めて登場するのは、宋軍が崇徳県に侵攻し、方天定が行宮に会して協議を開いた時である。三方から杭州に攻め入らんとする梁山泊軍を、同じく三手に分かれて迎え撃つことになり、厲天閏は厲天祐、張韜、張倹、姚義の四人の首将を率いて独松関の救援に向かうことになる。
独松関は杭州から援軍から来る前は呉昇、蔣印、衛亨の三将が守っていたが、林冲が蔣印に傷を負わせてからは関内に立てこもっていた。厲天閏たちの援軍到着後は、その翌日から関所を出て宋軍に戦いを挑む。南軍からの一番槍は天閏の弟・厲天祐で、まっさきに山から降りて来るや呂方と激しく打ち合う。両者五、六十合ほど渡り合った末、呂方の戟で厲天祐は刺し殺され南軍は緒戦から敗走、それきり南軍は以前のように独松関に立てこもる。数日後、宋軍から南軍の偵察のために、欧鵬、鄧飛、李忠、周通が偵察隊を率いて関に近づく。そこに厲天閏が先の戦いで討たれた弟の仇を取らんと関を飛び出して逆落としに奇襲をかけ、真っ先に周通に襲いかかって一刀のもとに叩き斬り、さらに李忠にも手傷を負わせて偵察隊を壊滅寸前にまで追いこむ。翌日、宋軍から董平が関の下に馬を進め、南軍を罵って挑戦したが、正面から董平に立ち向かうのは分が悪いと見たか南軍は火砲を撃って董平に手傷を負わせて退ける。その二日後、董平は親友の張清を連れて徒歩で再び挑戦し、厲天閏は首将の張韜を連れて同じく徒歩で挑戦を受ける。董平は厲天閏を捕えようと双槍を振るって打ちかかり厲天閏は長槍を使ってそれを迎え、打ち合いの中董平は左手の傷の為に次第に劣勢になり、とうとう逃走した。厲天閏はそれを追いかけて行くと、横合いから張清が槍を構えて突きかかって来る。とっさに厲天閏は松の木の後ろに身をかわしたところ張清の槍は松の木に深々と突き刺さって抜けなくなり、そこへ厲天閏が槍を繰り出して張清を串刺しにした。それを見て董平は厲天閏に襲いかかろうとしたところに、張韜が董平の背後から一刀を浴びせて腰から真っ二つに斬り捨てた。
後に孫新、顧大嫂が関所に至る小道を見つけ、それを通って李立、湯隆、時遷、白勝が関所に侵入放火し、混乱に陥った厲天閏たち守将は関所を捨てて逃走する。宋軍による四十五里におよぶ追撃を受けて南軍は追いつかれて、厲天閏は盧俊義と一騎討ちを繰り広げ、三十合あまり渡り合った末に盧俊義に討ち取られる。のちに、姚義は李逵に討ち取られ、張韜と張倹は解珍、解宝に捕らえられた。